# De vier elementen (Jan Brueghel de Oude)
De vier elementen is een reeks van vier allegorische schilderijen van de Zuid-Nederlandse schilder Jan Brueghel de Oude. Er zijn twee volledige reeksen van De vier elementen bekend, een geschilderd tussen 1601 en 1611 en een geschilderd tussen 1608 en 1621. 

## Overzicht
Brueghel schilderde op het einde van zijn carrière verschillende allegorische werken, waaronder ook een reeks van vijf schilderijen die de zintuigen verbeelden en in samenwerking met Hendrik de Clerck een schilderij Overvloed met de vier elementen (1606, Prado, Madrid). In de studio van Jan Brueghel de Oude werden verschillende allegorieën met de verschillende elementen vervaardigd:
- Allegorie van de vier elementen (1604, Kunsthistorisch Museum, Wenen)
- Allegorie van de vier elementen (1605, Pinacoteca Ambrosiana, Milaan)
- Allegorie van de vier elementen (ca. 1615, Prado, Madrid)
- Allegorie van aarde en water (1620, Potsdam)

De schilderijen uit de eerste reeks Elementen bevinden zich bij verschillende privé-eigenaars. Het gaat om olieverfschilderijen op koper met afmetingen van ca. 21 x 31 cm uit het atelier van Brueghel. Het schilderij Vuur staat ook bekend als Allegorie van vuur: Venus in de smidse van Vulcanus.
De latere reeks werd geschilderd in opdracht van kardinaal Federico Borromeo. De schilderijen Water en Vuur uit deze reeks bevinden zich in de Pinacoteca Ambrosiana in Milaan en de schilderijen Aarde en Lucht in het Louvre in Parijs. Het gaat om olieverfschilderijen op koper met afmetingen van 46 x 66 cm geschilderd tussen 1608 en 1621. De vier werken werden door kardinaal Borromeo in 1618 geschonken aan het Ambrosiana in Milaan. In 1796 werden de Parijse schilderijen geroofd uit Milaan door het Franse leger en kwamen zo in het Louvre terecht.

### Aarde
Brueghel en zijn atelier vervaardigden verschillende andere schilderijen met deze allegorie in een gelijkaardige compositie, in verschillende formaten en op verschillende dragers:
- Allegorie van aarde (ca. 1611, Galleria Doria, Rome)
- Allegorie van aarde (1610, Musée des Beaux Arts, Lyon)
- Allegorie van aarde (privé-collectie)

### Lucht
Brueghel en zijn atelier vervaardigden verschillende andere schilderijen met deze allegorie in een gelijkaardige compositie, in verschillende formaten en op verschillende dragers:
- Allegorie van lucht (ca. 1611, Galleria Doria, Rome)
- Allegorie van lucht (1611, Musée des Beaux Arts, Lyon)
- Allegorie van lucht (ca. 1621, privé-collectie, Londen)

### Water
Brueghel en zijn atelier vervaardigden verschillende andere schilderijen met deze allegorie in een gelijkaardige compositie, in verschillende formaten en op verschillende dragers:
- Allegorie van water (ca. 1611, Galleria Doria, Rome)
- Allegorie van water (1610, Musée des Beaux Arts, Lyon)
- Allegorie van water (privé-collectie, Londen)
- Allegorie van water (ca. 1611, privé-collectie)

## Galerij

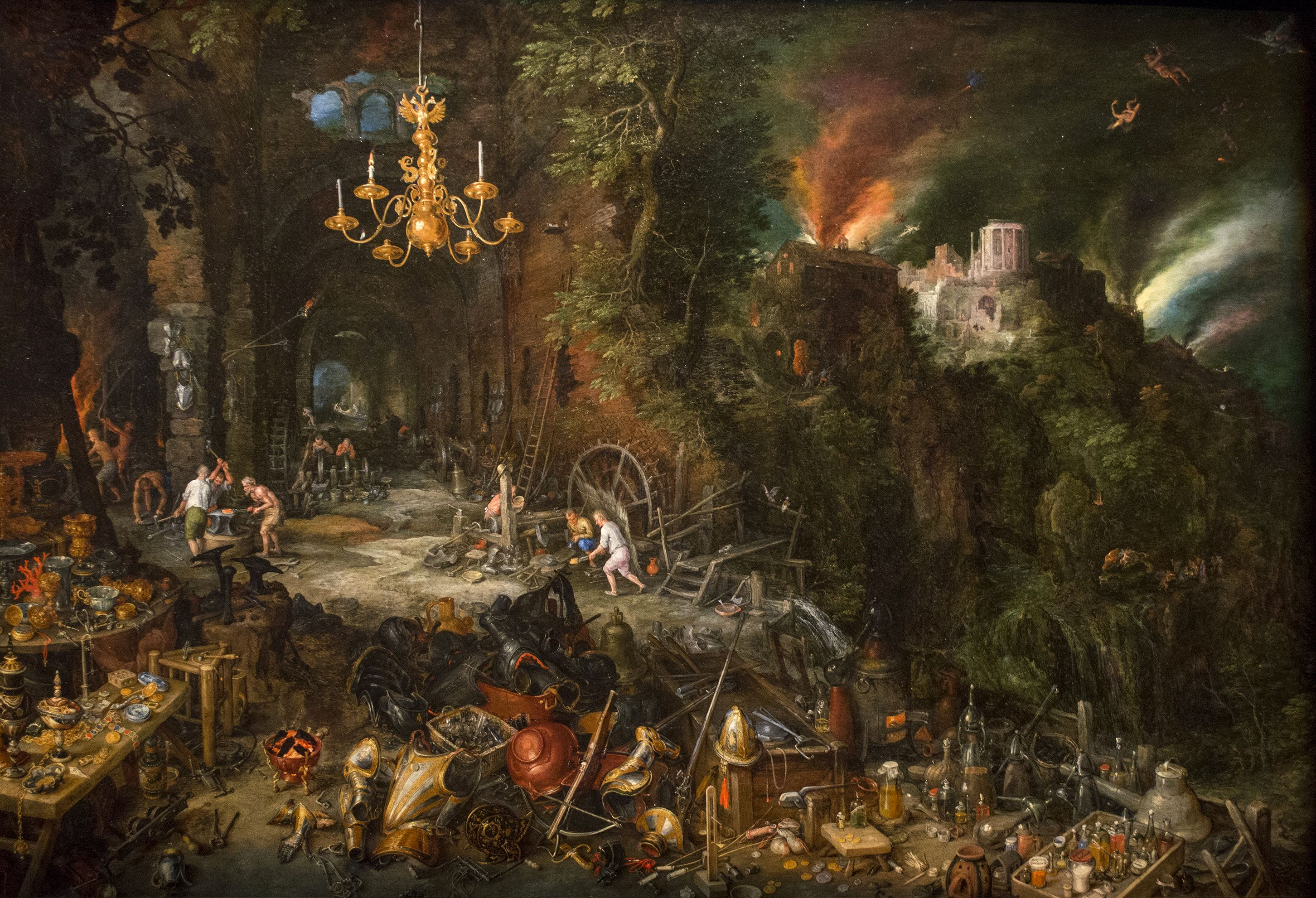
Allegorie van vuur (1608)
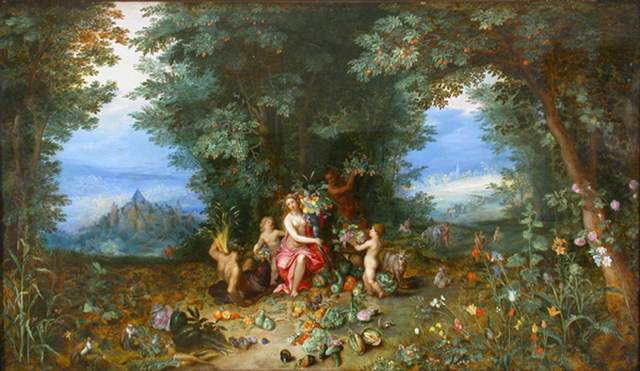
Allegorie van aarde (1611)
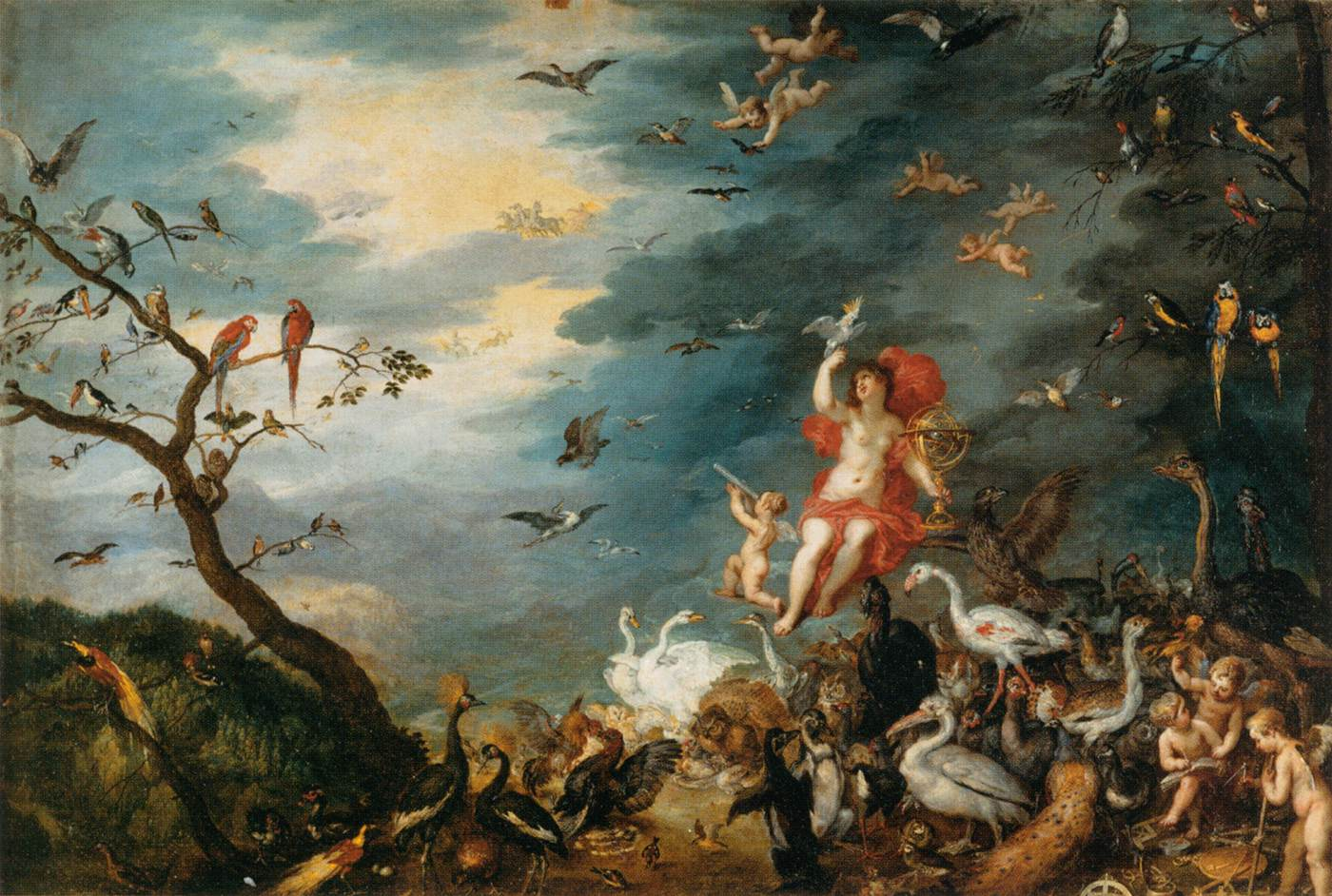
Allegorie van lucht
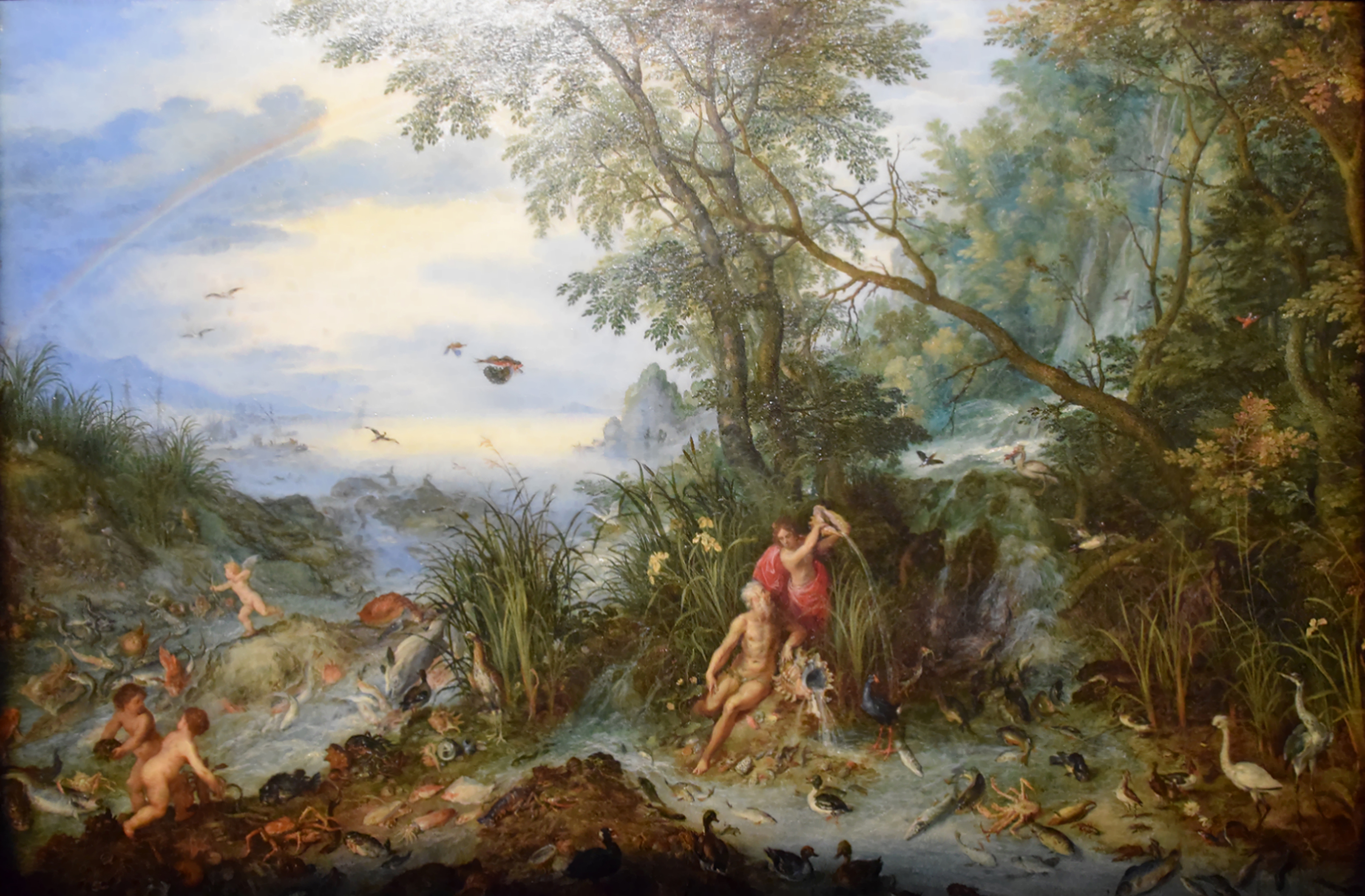
Allegorie van water (1614)